# Johan Price-Pejtersen
Johan Price-Pejtersen (Frederiksberg, 26 mei 1999) is een Deens wielrenner die anno 2025 rijdt voor Alpecin-Deceuninck.

## Carrière
Price-Pejtersen won in 2019 het Europees Kampioenschap tijdrijden voor beloften. Bij de Deense kampioenschappen tijdritten reed hij mee met de eliterenners en werd derde achter Kasper Asgreen en Martin Toft Madsen. Op het WK 2019 kwam hij zwaar ten val in de regen en verloor meer dan tien minuten op winnaar Mikkel Bjerg.

## Belangrijkste overwinningen
2018
5e etappe deel B Olympia's Tour (individuel tijdrit)
2019
 Deens kampioen tijdrijden, Beloften
 Europees kampioen tijdrijden, Beloften
2021
 Europees kampioen tijdrijden, Beloften
 Wereldkampioen tijdrijden, Beloften
 Deens kampioen tijdrijden, Beloften

## Resultaten in voornaamste wedstrijden
|      | \| Jaar \| Parijs-Roubaix \| Fyen Rundt \| GP Herning \| \| ---- \| -------------- \| ---------- \| ---------- \| \| 2018 \| \| 75e \| \| \| 2019 \| \| \| \| \| 2020 \| \| \| \| \| 2021 \| \| opgave \| 41e \| \| 2022 \| opgave \| 79e \| 16e \| \| 2023 \| \| 87e \| opgave \| \| 2024 \| \| \| \| |            |            |
| Jaar | Parijs-Roubaix | Fyen Rundt | GP Herning |
| 2018 | | 75e        |            |
| 2019 | |            |            |
| 2020 | |            |            |
| 2021 | | opgave     | 41e        |
| 2022 | opgave | 79e        | 16e        |
| 2023 | | 87e        | opgave     |
| 2024 | |            |            |

### Resultaten in kleinere rondes
| Jaar | Tour Down Under | UAE Tour | Tirreno-Adriatico | Ronde van het Baskenland | Ronde van Romandië | Ronde van Zwitserland | Renewi Tour | Ronde van Guangxi |
| ---- | --------------- | -------- | ----------------- | ------------------------ | ------------------ | --------------------- | ----------- | ----------------- |
| 2022 |                 | 120e     |                   |                          | 114e               | opgave                |             |                   |
| 2023 |                 | 118e     |                   |                          | opgave             | opgave                | 126e        | 97e               |
| 2024 | 130e            | 117e     |                   | opgave                   | 118e               | 129e                  |             |                   |
| 2025 |                 | 113e     | opgave            |                          |                    |                       |             |                   |

## Ploegen
- 2018 –  ColoQuick
- 2019 –  ColoQuick
- 2020 –  ColoQuick (tot en met 31 juli)
- 2020 –  Uno-X Pro Cycling Team (vanaf 1 augustus)
- 2021 –  Uno-X Pro Cycling Team
- 2022 –  Bahrain-Victorious
- 2023 –  Bahrain Victorious
- 2024 –  Bahrain Victorious
- 2025 –  Alpecin-Deceuninck

Arashiro · Bauhaus · Bilbao · Buitrago · Caruso · Colbrelli · Feng · Govekar (vanaf 1/6) · Gradek · Haig · Haussler · Landa · Maciejuk · Madan · Mäder · Milan· Mohorič · Novak · Osorio (tot 31/3) · Pernsteiner · Poels · Price-Pejtersen · Sánchez · Sütterlin · Teuns (tot 4/8) · Tratnik · Williams · Wright · Zambanini · Miholjević (stagiair)
Arashiro · Arndt · Bauhaus · Bilbao · Buitrago · Buratti (vanaf 12/4) · Caruso · Govekar · Gradek · Haig · Haussler (tot 7/4) · Kepplinger · Landa · Maciejuk · Madan · Mäder (overleden 16/7) · Miholjević · Milan· Mohorič · Pasqualon · Pernsteiner · Poels · Price-Pejtersen · Rajović · Scott · Sütterlin · Tiberi (vanaf 1/6) · Tu · Wright · Zambanini
Arashiro · Arndt · Bauhaus · Bilbao · Bruttomesso · Buitrago · Buratti · Caruso · Govekar · Gradek · Haig · Kepplinger · Madan · Miholjević · Mohorič · Pasqualon · Pickering · Poels · Price-Pejtersen · Rajović · Scott · Stannard (vanaf 19/8) · Sütterlin · Tiberi · Træen · Tu · Wiśniowski (vanaf 1/3) · Wright · Zambanini · Skerl (stagiair) · van der Meulen (stagiair) · Van Mechelen (stagiair)
Bayer · Boven · Debruyne · Dehairs · Del Grosso · Dillier · Gaze · Ghys · Glivar · Gogl · Groves · Hermans · Hollmann · Janssens · Kielich · Meurisse · Philipsen · Planckaert · Plowright · Price-Pejtersen · Rickaert · Riesebeek · Uhlig · Van Den Bossche · van der Poel · Van Tricht · Vergallito · Vermeersch